# DeAndre Pinckney
DeAndre Pinckney (* 29. Februar 2000) ist ein US-amerikanischer Basketballspieler.

## Laufbahn
Der aus Carol City im US-Bundesstaat Florida stammende Pinckney spielte in der Nähe von Miami für die Mannschaft des Broward College. Dort empfahl er sich für einen Wechsel in die erste Division des Hochschulsportverbands NCAA. Von 2020 bis 2023 war er Mitglied der Basketballmannschaft der University of Southern Mississippi.
Im Sommer 2023 gelang ihm der Sprung in den Berufsbasketballsport, der Floridianer wurde vom amtierenden dänischen Meister Bakken Bears verpflichtet. Er trug dazu bei, dass die Mannschaft aus Aarhus 2024 erneut dänischer Meister wurde und des Weiteren erstmals den europäischen Wettbewerbs ENBL gewann. Zu seinen Mannschaftskameraden bei Bakken zählte sein Landsmann Malik Parsons. Pinckney wurde als bester Spieler des ENBL-Schlussturniers ausgezeichnet. In der dänischen Liga (Basketligaen) erzielte er im Durchschnitt 15,9 Punkte und 8 Rebounds je Begegnung.
Pinckney wechselte zur Saison 2024/25 zum französischen Erstligisten ESSM Le Portel. Ende Oktober 2024 kam es zur Trennung, bis dahin hatte der Floridianer Mittelwerte von 7,4 Punkten und 4,4 Rebounds für die Mannschaft erzielt. Er schloss sich kurz darauf Hapoel Haifa an. Bereits im Sommer 2024 war Pinckney von der israelischen Mannschaft als Neuzugang vermeldet worden, was sich damals nicht bestätigte.